# Parydra borealis
Parydra borealis är en tvåvingeart som först beskrevs av Cresson 1949.  Parydra borealis ingår i släktet Parydra och familjen vattenflugor. Inga underarter finns listade i Catalogue of Life.